# Fronte Popolare Ivoriano
Il Fronte Popolare Ivoriano (in francese: Front populaire ivoirien - FPI) è un partito politico della Costa d'Avorio, fondato in esilio nel 1982 da Laurent Gbagbo durante il regime a partito unico del presidente Félix Houphouët-Boigny e del suo Partito Democratico. Si ispira al Partito Socialista Francese ma è stato espulso dall'Internazionale socialista,  in seguito al rifiuto dell'ex presidente Laurent Gbagbo di lasciare il potere dopo la sconfitta elettorale del 2011.

## Storia
Costituito in partito politico in patria nel 1988 e riconosciuto ufficialmente nel 1990, ha vinto le contestate elezioni presidenziali del 22 ottobre 2000, largamente boicottate, riuscendo a portare Gbagbo alla presidenza della Repubblica. Nelle successive elezioni parlamentari del 10 dicembre 2000 e 14 gennaio 2001 ha ottenuto 96 seggi su 225.

## Organismi dirigenti
Attuale presidente del partito è Pascal Affi N'Guessan, già primo ministro dall'ottobre 2000 al marzo 2003. La sua elezione risale al Terzo congresso straordinario del partito, tenutosi nel luglio 2001 e segue l'elezione a presidente della Repubblica del precedente leader del partito Gbagbo.

## Risultati elettorali

### Parlamentari
| Elezione          | Voti       | %          | Seggi    |
| ----------------- | ---------- | ---------- | -------- |
| Parlamentari 1990 | 365 999    | 19,8       | 9 / 175  |
| Parlamentari 1995 |            |            | 12 / 175 |
| Parlamentari 2000 |            |            | 96 / 225 |
| Parlamentari 2011 | Boicottate | Boicottate | 0 / 255  |
| Parlamentari 2016 | 118 130    | 5,8        | 3 / 255  |